# Šlesvicko
Šlesvicko nebo také Jižní Jutsko (německy a anglicky Schleswig, dánsky Sønderjylland nebo Slesvig) je historická země rozkládající se na jihu Jutského poloostrova. Šlesvicko je v současnosti rozděleno mezi Německo a Dánsko. Metropolí bylo město Schleswig. Administrativně je německá část, čili Jižní Šlesvicko součástí spolkové země Šlesvicko-Holštýnsko a dánská část resp. Severní Šlesvicko je součástí dánského Region Syddanmark (Jižní Dánsko) jenž popírá historickou hranici Šlesvicka. V letech 1970–2007 bylo severní Šlesvicko součástí okresu Sønderjyllands Amt (jižní Jutsko) jenž z větší části historickou hranici respektoval.

## Geografie

Šlesvicko na mapě Jutska:
Severní Šlesvicko
Jižní Šlesvicko

Šlesvicko na severu hraničí s Dánskem, resp. severním Jutskem. Více než polovinu této hranice tvoří řeka Kongeaen. Na jihu tvoří hranici s Holštýnskem řeka Eider a na ní navazující Kielský kanál. Zbytek území je ze západu omýván vodami Severního moře, resp. z východu Baltského moře. Celé území Šlesvicka je součástí Severoněmecké nížiny a rozkládá se v jižní části Jutského poloostrova. Západní pobřeží je obklopeno ve středověku a v raném novověku vzniklými Severofrískými ostrovy, které byly v minulosti součástí Jutského poloostrova. Všechny tyto ostrovy jsou zde obklopené mělčinovou oblastí označovanou německým termínem Wattenmeer, jehož většina je zde součástí národního parku Schleswig-Holsteinisches Wattenmeer. Při odlivu se zde obnažují rozsáhlé oblasti písčin či bahna.

## Historie Šlesvicka
Dánský král Valdemar II. byl jedním z nejvýznamnějších dánských králů – během jeho vlády dosáhla dánská expanze svého vrcholu a Dánsko mělo vliv na celou oblast Baltu, hlavně Estonska. Na podporu této expanze došlo k přesunu moci z Jutska na Sjalland. Valdemar II. ovládl Holštýnsko, potvrdil vládu nad Šlesvickem a 15. června 1219 dobyl Estonsko.

### Dánská vláda
Dánské království se po dlouhou dobu skládalo ze čtyř částí: Jutský poloostrov a k němu náležící ostrovy, které tvořily království a dále lenní polabská vévodství Šlesvicko a Holštýnsko, které byly v personální unii s Dánskem. Od začátku 18. století a stále více na začátku 19. století by Dánové rádi viděli vévodství jako plnou součást království. Tento pohled však nebyl sdílen s německou většinou žijící ve vévodstvích, která se nadšeně přidávala k liberálnímu a nacionalistickému hnutí známému jako šlesvicko-holštýnismus. Toto hnutí usilovalo o nezávislost na Dánsku. První válka o Šlesvicko-Holštýnsko byla podnícena konstitučními změnami v roce 1849 a díky intervenci Británie a dalších velmocí skončila statem quo. V Dánsku se vedlo mnoho debat nad dalším postupem v otázce Šlesvicka a Holštýnska – nacionální liberalisté požadovali plné svázání Šlesvicka s Dánskem, Holštýnsku ponechali volbu zda se chtějí či nechtějí připojit. Nicméně mezinárodní události předběhly dánskou domácí politiku a Dánsko muselo v roce 1864 čelit válce s Pruskem a Rakouskem, která je známa jako druhá válka o Šlesvicko-Holštýnsko.

### Součást Pruska
Cesta k této válce začala tak, že Prusko bylo roku 1851 poraženo Dánskem v prusko-dánské válce (1848-1851), v níž chtělo Prusko ovládnout Dánskem kontrolované Šlesvicko s početnou německou menšinou. Roku 1863 pak bylo Šlesvicko začleněno přímo do Dánska, což bylo zjevným porušením Londýnského protokolu z roku 1851, v němž se Dánsko mimo jiné zavázalo ponechat Šlesvicku jeho práva. Důsledkem byla následující německo-dánská válka roku 1864 pak Prusko s Rakouskem a ostatními německými státy bojovalo proti Dánsku, které chtělo oddělit jím ovládané Holštýnsko a Lauenbursko od Německého spolku (Dánský král byl v rámci personální unie také vévodou Šlesvicka-Holštýnska, ale Holštýnsko bylo spolu s Lauenburskem na rozdíl od severnějšího Šlesvicka členem Německého spolku) a začlenit je do Dánska. V této válce bylo Dánsko poraženo a bylo nuceno postoupit celé Šlesvicko-Holštýnsko Prusku a přijalo politiku neutrality. Šlesvicko se stalo prusko-rakouským kondominiem, Holštýnsko získalo Rakousko a Lauenbursko s titulem vévodství, Prusko.
Po porážce Rakouska v prusko-rakouské válce v roce 1866 bylo Šlesvicko a Holštýnsko spojeny v jednu pruskou provincii. Až do roku 1920 existovalo Šlesvicko stále jako jeden celek což se však změnilo po první světové válce.

### Od první světové války dodnes
Po první světové válce, jíž se Dánsko nezúčastnilo, díky porážce Německa dala Versailleská smlouva mandát k šlesvickému plebiscitu, v kterém bylo rozhodnuto o připojení severní části Šlesvicka k Dánsku. Severní Šlesvicko je tak (opět) součástí Dánska trvale od 15. června 1920. Král a část opozice vyčítal ministerskému předsedovi Karlu Teodorovi Zahlemu, že nevytěžil z porážky Německa ještě další území pro Dánsko, například ta, která Dánsko ztratilo v druhé válce o Šlesvicko-Holštýnsko, převážně však Jižní Šlesvicko. Král věřil v podporu lidu k jeho výhradám k ministerskému předsedovi a zavrhl Zahleho vládu, což vedlo až k tzv. Velikonoční krizi v roce 1920. Jejím výsledkem byl králův slib, že již nebude přímo zasahovat do politiky a tento slib byl králem od té doby dodržován i přesto, že snížení jeho moci nebylo zakotveno v ústavě.
Po německé porážce se konal plebiscit o budoucím osudu Šlesvicka. Obyvatelé severního Šlesvicka hlasovali 75% hlasy pro připojení k Dánsku, zatímco 80% obyvatel jižního Šlesvicka hlasovalo pro připojení k nové Německé republice. 10. července 1920 pak Kristián X. na bílém koni triumfálně překročil hranici a vjel na znovunabyté území. Tento obraz zůstal nadlouho vryt Dánům do paměti. Když se o šest let později k vládě dostali socialisté ihned zrušili první bod svého programu, jenž byl zrušení monarchie. Dnes je dánská část Šlesvicka součástí Region Syddanmark (Jižní Dánsko), jenž popírá historickou hranici Šlesvicka.
Po druhé světové válce bylo Německo rozděleno do 4 okupačních zón, a Holštýnsko se Šlesvickem patřilo do britské okupační zóny. V roce 1947 bylo spojeneckou radou zrušeno Prusko jehož bylo Šlesvicko doposud součástí. V rámci této britské zóny vytvořila britská vojenská vláda v letech 1945 a 1946 následující správní jednotky země a ze Šlesvicka a Holštýnska byla utvořena spolková země Šlesvicko-Holštýnsko, která se 23. května 1949 stala spolkovou zemí SRN a v roce 1991 spolkovou zemí sjednoceného Německa.